# Bigelow Commercial Space Station
La station Bigelow Next-Generation Commercial Space Station était un complexe spatial orbital privé en élaboration par Bigelow Aerospace. La station spatiale devait être construite avec des modules gonflables Sundancer et B330, un nœud d'amarrage central, une propulsion, des panneaux solaires et des capsules spatiales. Le lancement initial des composants de la station spatiale était prévu pour 2014, avec des portions de la station disponibles à louer dès 2015. Cependant, Bigelow Aerospace ne semble plus active, et par conséquent, ce projet est à l'arrêt.

## Historique
Les premiers travaux à Bigelow Aerospace sur les habitats spatiaux gonflables (dérivés du concept TransHab abandonné par la NASA), avec des plans pour, à terme, les assembler en stations spatiales en orbite, ont commencé dans les premières années suivant la création de la compagnie, en 1998. En 2004, les plans rendus publics incluaient l'assemblage de plusieurs modules « dans une installation spatiale habitée en orbite terrestre basse à la fois pour le secteur privé et la recherche publique et pour le tourisme spatial » .
Deux concepts plus formels ont depuis été mis en avant et rendu public. En 2005, les plans de Bigelow des stations spatiales ont encore été conceptualisés en Commercial Space Station Skywalker, ou CSS Skywalker. En 2010, Bigelow a annoncé leur Next-Generation Commercial Space Station, plus tard appelée Space Complex Alpha, avec les dates de lancement prévues début pour 2014 et la disponibilité pour location commerciale début 2015.
Les lancements d'une seconde station spatiale, nommée Space Complex Bravo étaient programmés pour débuter en 2016.
Fin 2010, Bigelow a indiqué que la société souhaitait construire plusieurs stations spatiales et qu'il existait un marché commercial important pour soutenir une telle croissance.

### CSS Skywalker
Le CSS Skywalker est un concept de 2005 pour le premier « hôtel spatial » par Bigelow Aerospace. Le Skywalker a été conçu pour être composé de plusieurs modules d'habitat B330 (ex Nautilus), qui seraient gonflés et connecté sur l'orbite de portée. Un MDPM (Multi-Directional Propulsion Module) permettrait au Skywalker de se déplacer vers des trajectoires interplanétaires ou lunaire.
En bref, CSS Skywalker n'était rien de moins « un effort pour construire le premier hôtel spatial en orbite, [avec une projection] d'un tarif de la chambre de 1 million de dollars par nuit », et un espoir d'une date de lancement pour le premier module « Nautilus » en 2010.
Les premières évaluations de la probabilité de succès ont souligné l'importance de facteurs en grande partie hors du contrôle de Bigelow. Par exemple, John M. Logsdon, directeur du Space Policy Institute de l'Université George Washington a déclaré: « Je n'ai aucun doute que la technologie de base est susceptible de travailler…  La question est de savoir s'il y a un système de transport qui peut amener les gens ou les choses, ou les deux, là-haut. »
En l'occurrence, les plans de lancement orbital ont été considérablement retardés, d'abord quand, après l'accident de la navette spatiale Columbia en 2003, Bigelow a dû rivaliser avec la NASA pour des vols sur le vaisseau russe Soyouz à trois personnes — « une position particulièrement intenable ». Par la suite, les efforts du prestataire de lancement commercial SpaceX pour atteindre le premier lancement de son lanceur Falcon 9 de moyenne capacité ont été retardés de 2008 à 2010.

## Bigelow Next-Generation Commercial Space Station
À la mi-2009, Bigelow a annoncé qu'ils continuaient à développer une variété d'architectures d'hôtels spatiaux.
La station spatiale Bigelow Next-Generation Commercial Space Station a été annoncé à la mi-2010.
La configuration initiale pour l'assemblage de la station, prévu vers 2014/2015, était de deux modules Sundancer et un module B330. Bigelow a montré publiquement des configurations de stations spatiales avec un maximum de neuf modules B330 contenant 2 800 m3 d'espace habitable. Bigelow désignait l'ensemble de deux modules Sundancer et un module BA 330, comme Space Complex Alpha en octobre 2010. La deuxième station, Space Complex Bravo, était prévue à lancer en 2016 et pour entrer en exploitation commerciale en 2017.
Bigelow Aerospace a annoncé en 2010 qu'elle avait conclu des accords avec six États pour utiliser ses futures installations en orbite de stations spatiales commerciales : le Royaume-Uni, les Pays-Bas, l'Australie, Singapour, le Japon et la Suède.

## Construction du complexe orbital
L'assemblage sur orbite des composants de la station spatiale Bigelow Next-Generation Commercial Space Station devait commencer en 2014. En juillet 2010, la construction du complexe orbital était prévue pour être produite en sept étapes principales.
- Unité 1 : module Sundancer-1, avec un volume pressurisé de 180 mètres cubes, (lancement début 2014, inoccupé) ;
- Unité 2 : arrivée d'une capsule spatiale commerciale avec des astronautes Bigelow Aerospace chargés de mettre en place Sundancer-1 et de transporter des fournitures supplémentaires ;
- Unité 3 : bus d'alimentation complémentaire et nœud d'amarrage ;
- Unité 4 : Sundancer-deux ;
- Unité 5 : deuxième capsule spatiale commerciale amenant un équipage et des fournitures supplémentaires, et offrant une méthode redondante, surnuméraire pour revenir sur Terre ;
- Unité 6 : module B330 de plus grand volume (330 m3) ;
- Unité 7 : troisième capsule spatiale commerciale apportant des fournitures supplémentaires et fournissant une solution double-redondante, robuste pour la rentrée des astronautes.

## Technique

### Système d'amarrage
À partir de 2007, Bigelow avait l'intention d'équiper ses modules gonflables à la fois d'un système d'amarrage sonde-cône de type Soyouz à une extrémité et d'un système d'amarrage à faible impact Low Impact Docking System standard de la NASA à l'autre extrémité. Les options d'arrimage disponibles pour la station Next Generation Commercial Space Station n'ont pas encore été publiées.

## Planification de lancement

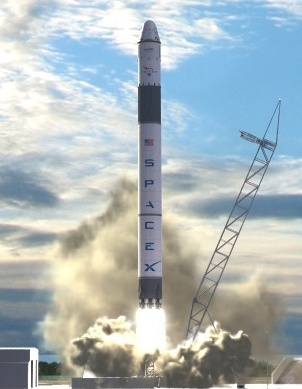
La fusée Falcon 9 au décollage

Les options de lancement potentiels aurait utilisé des lanceurs de moyenne capacité, Bigelow négociant des accords avec plusieurs fournisseurs de lancement commercial. Aucune annonce n'ayant été faite avec des plans détaillés pour le transport des composants de station spatiale sur orbite terrestre basse.
Toutefois, Bigelow avait réservé un lancement pour 2014 sur la fusée Falcon 9 de SpaceX, sans annoncer la charge utile.
À partir de 2008, Bigelow a également été en pourparlers avec Lockheed Martin pour éventuellement contracter des services de lancement commerciaux sur son lanceur Atlas V-401 pour du fret ou un équipage, la fusée pouvant être qualifiée pour des vols habités,.